# Schnitzel Cordon bleu

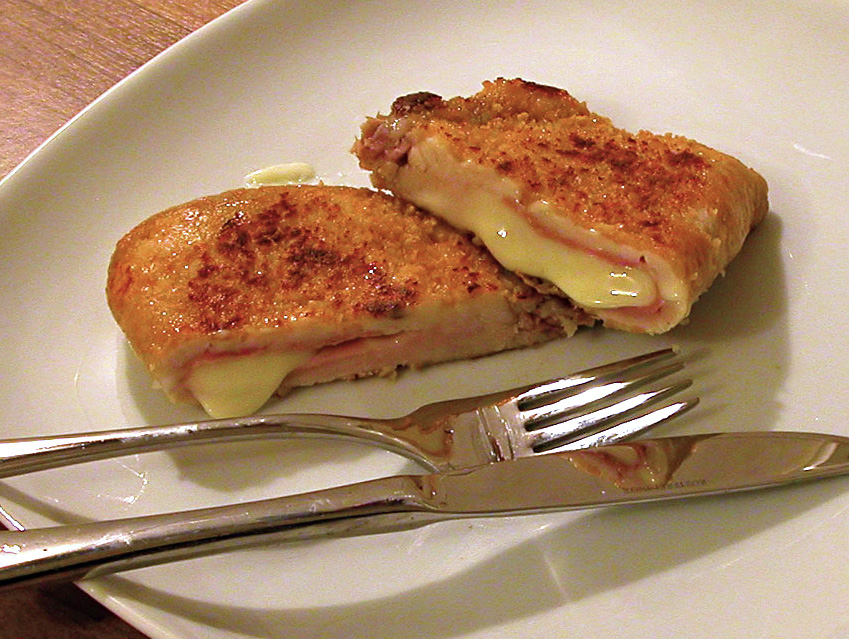
Schnitzel Cordon bleu

Schnitzel Cordon bleu oder kurz Cordon bleu [kɔʁdɔ̃ˈblø] (französisch blaues Band) ist ein mit Käse und Schinken gefülltes paniertes Schnitzel, traditionell sowie in Österreich laut Österreichischem Lebensmittelbuch immer vom Kalb.
Heute wird die Zubereitungsart auch mit Schweinefleisch oder mit Geflügel wie Pute oder Huhn angeboten.

## Wortherkunft

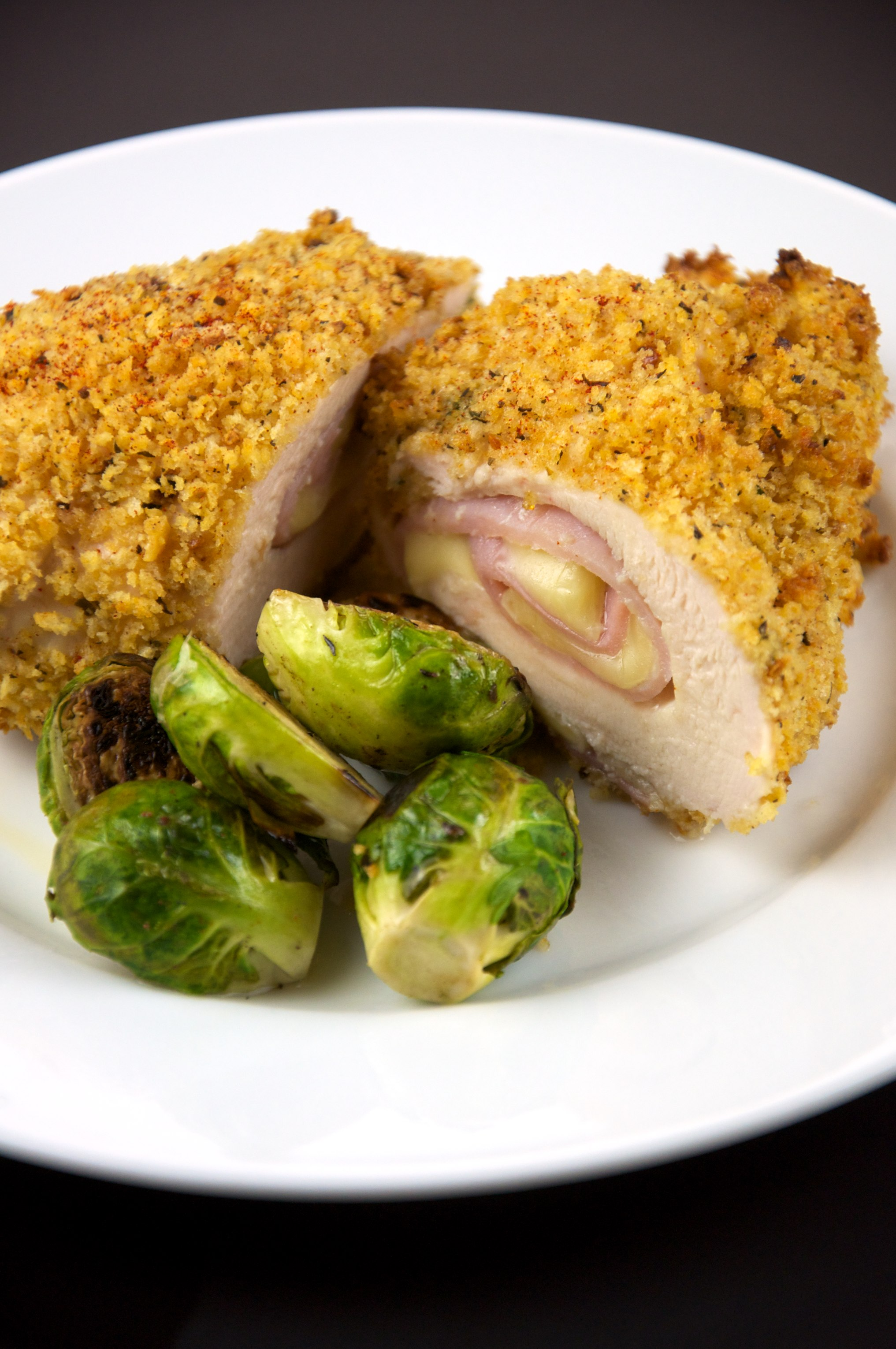
Schnitzel Cordon bleu vom Huhn mit Kohlsprossen.

Über den Ursprung des Rezeptes und des Namens gibt es mehrere Theorien. Der Ausdruck cordon bleu ist im Französischen eine Metapher für hohe Kochkunst und geht auf das breite, himmelblaue Ordensband des Ordens vom Heiligen Geist zurück. Der Zusatz „à la cordon bleu“ findet sich in älteren französischen Kochbüchern und bedeutet „nach Art der hohen Kochkunst“.
Die älteste bekannte Erwähnung des Schnitzels Cordon bleu findet sich in Harry Schraemlis Buch Von Lucullus zu Escoffier aus dem Jahre 1949. Von Banzer/Friebel wurde es 1956 in die vierte Auflage von Die Hotel- und Restaurationsküche aufgenommen mit dem Hinweis „Diese Platte ist in den letzten Jahren populär geworden.“ Im deutschen Duden steht es seit 1967.

## Entstehung
Wo und wann das erste Cordon bleu entstanden ist, ist nicht überliefert. Das Online-Lexikon Kulinarisches Erbe der Schweiz datiert die Erfindung auf den Anfang des 19. Jahrhunderts.

„Damals bestellte eine 30-köpfige Gesellschaft in einem Restaurant bei Brig im Wallis Schweinscarré. Zufälligerweise fand sich dann eine weitere Gesellschaft gleicher Anzahl ein, die nicht angemeldet war und die ebenfalls Schweinscarré wünschte. 1808 war es noch nicht möglich, dieses so rasch nach zu liefern […]. [U]m die doppelte Anzahl Personen mit dem vorhandenen Fleisch verköstigen zu können, […] kam [die Köchin] auf die raffinierte Idee, die Schnitzel schmetterlingsartig aufzuschneiden und mit Walliser Rohschinken und Käsescheiben […] zu strecken […].
Der Wirt […] bot seiner Köchin als Belohnung das blaue Band an. Die Köchin aber meinte, sie brauche kein blaues Band, aber man könne das Schnitzel in Zukunft so nennen. […]
Dies deckt sich auch mit dem Hinweis von Hanns U. Christen, der allerdings einen Walliser Koch und nicht eine Köchin als Urheber nannte.“

Seit 2018 wird in Brig anlässlich des jährlich stattfindenden Alpenstadtfests die Erfindung des Cordon bleus zelebriert.

## Zubereitung

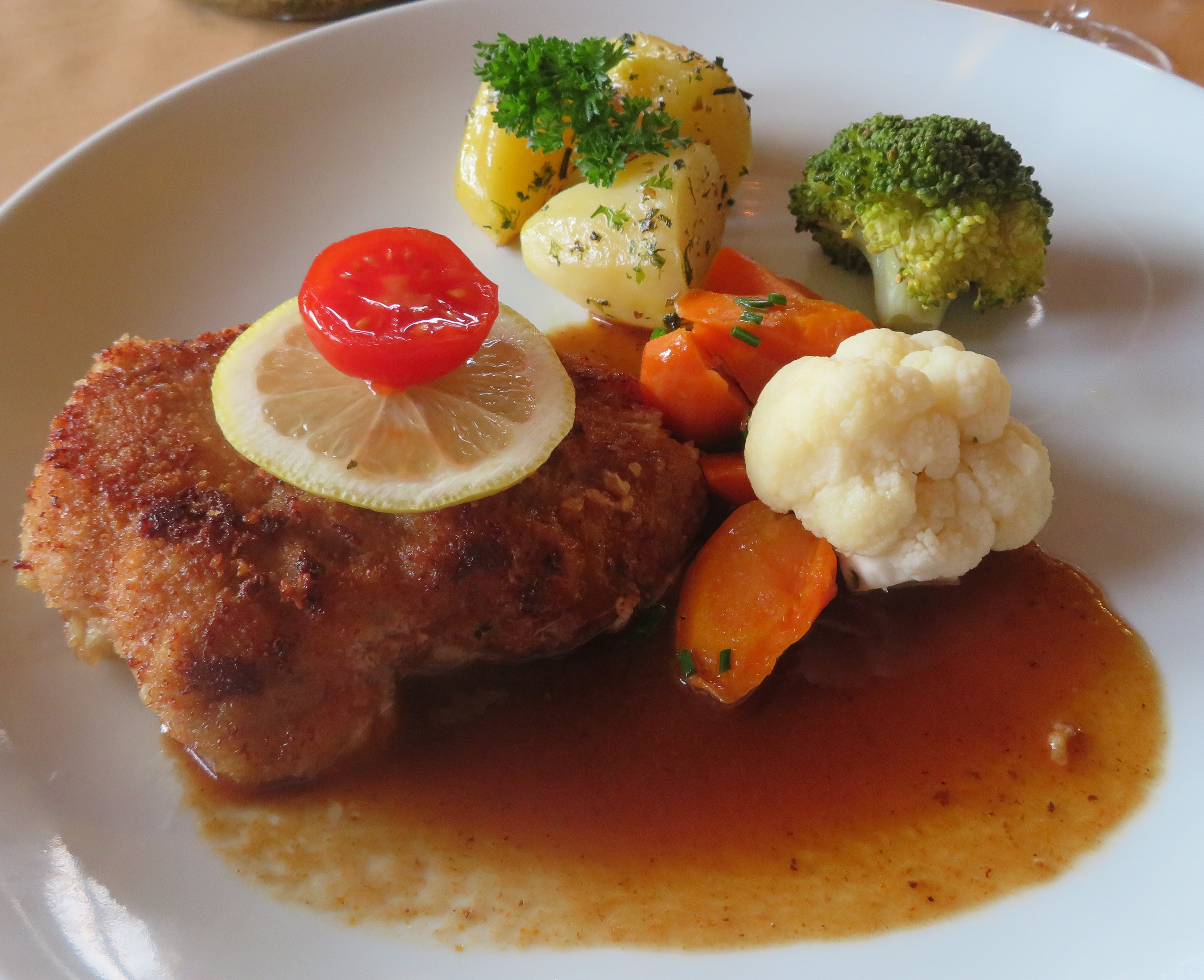
Cordon bleu vom Kalb mit Gemüse und Kräuterkartoffeln

Zur Zubereitung werden zuerst zwischen zwei kleine, dünne Schnitzel oder in die eingeschnittene Tasche eines dickeren Schnitzelstücks eine Scheibe Emmentaler-, Greyerzer-, Appenzeller- oder Raclettekäse und magerer Kochschinken gelegt. Die Ränder werden durch Zusammendrücken verschlossen. Anschließend werden die Schnitzel mit Mehl, Ei und Paniermehl paniert und in Fett (z. B. Butterschmalz) ausgebacken. Der Käse schmilzt durch das Braten und verleiht dem Cordon bleu den typischen Geschmack.
Auf gleiche Weise lassen sich auch Schweineschnitzel oder Geflügelbrust zubereiten.

## Bezeichnungen bei abweichenden Fleischsorten
Regional gibt es unterschiedliche Bezeichnungen für ein „Schnitzel Cordon Bleu“. So wird diese Art der Zubereitung in Kroatien als Zagreb-Schnitzel (kroatisch Zagrebački odrezak) bezeichnet.
Am 9. Februar 2012 entschied das Verwaltungsgericht Stuttgart, dass in einer Puten-Formschnitte „Cordon bleu“ nur Schweineschinken und echter Käse verarbeitet sein dürfen. Bei Verwendung von Putenschinken und Schmelzkäse darf die Speise nicht als „Cordon bleu“ bezeichnet werden.
Robert Sedlaczek bemerkt zum Gordon bleu in Österreich, dass diese Schreibweise möglicherweise gewählt wird, um einer korrekten Benennung Cordon bleu vom Schwein, im Gegensatz zum Wiener Schnitzel, auszuweichen, da im Österreichischen Lebensmittelbuch ausdrücklich vermerkt sei, dass ein Cordon bleu nur vom Kalb sein darf.